# Frenillo (anatomía)

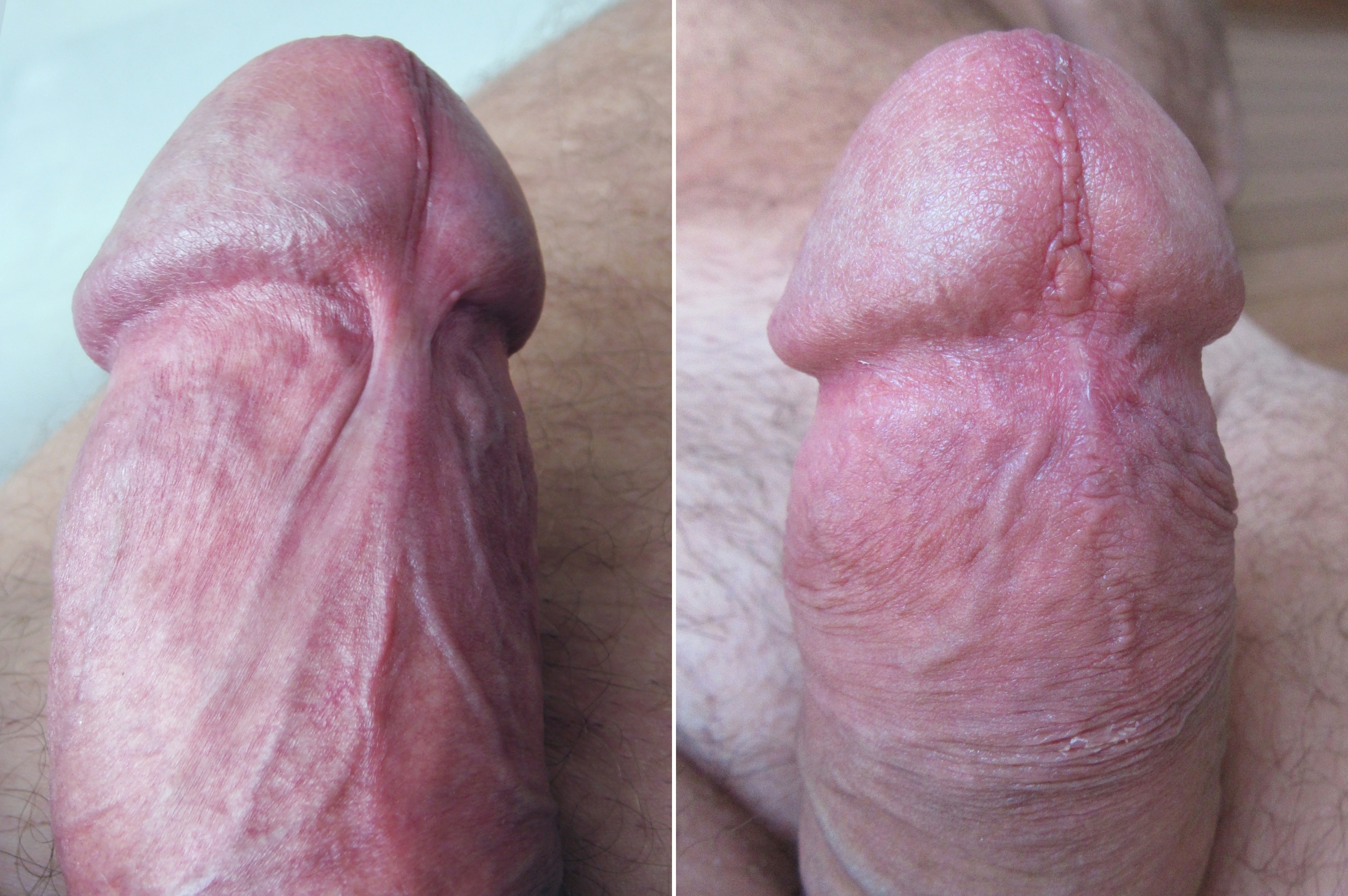
Parte del pene con dos ejemplos de frenillo.

Un frenillo es un pequeño pliegue de tejido que evita que un órgano del cuerpo se desplace demasiado del lugar que normalmente ocupa.

## Anatomía humana
Existen frenillos en diversas partes del cuerpo: varios en la boca, algunos en otras partes del aparato digestivo, y otros en los órganos genitales.

### Boca
Los frenillos de la boca incluyen el frenulum linguae bajo la lengua, el frenulum labii superioris en el labio superior, y el frenulum labii inferioris en el labio inferior. Pueden ser fácilmente rasgados por golpes fuertes en la boca o cara, siendo a veces consecuencia de abuso físico.
En la India, el frenulum linguae es ocasionalmente cortado en una práctica de yoga llamada Kechari mudra para permitir que la lengua llegue a la cavidad nasal en prácticas espirituales. La eliminación de gran parte de este frenillo puede resultar en problemas graves.

### Pene
El frenillo del pene es un pliegue elástico de tejido que une el prepucio con la mucosa y ayuda al primero a cubrir el glande. Contribuye al placer erógeno durante la actividad sexual ya que responde muy bien a la estimulación. Puede ser eliminado en la circuncisión y también en algunos casos de hipospadias. 
Frenulum breve es la condición en la cual el frenillo del pene es demasiado corto, limitando el movimiento del prepucio. Puede o no interferir con el normal desarrollo de la actividad sexual. Esta condición es tratada a través de frenuloplastia, frenectomía o circuncisión, pero recientemente se han incorporado otros métodos como el uso de cremas con corticosteroides y la extensión manual del frenillo.
Es probable que el frenulum preputii penis se desgarre durante la actividad sexual. Esto no necesariamente causa mucho dolor, pero puede causar una pérdida de sangre acompañado de un leve dolor. Por lo general, no es una emergencia médica y el frenillo suele curarse solo una vez que la hemorragia inicial ha finalizado.

### Vulva
El frenillo del clítoris o frenulum clitoridis es un pliegue elástico que sostiene el clítoris. Se encuentra justo debajo del glande y sobre el orificio uretral externo.
El frenulum labiorum pudendi, por su parte, se ocupa de sostener los labios menores.